# Василькове поселення трипільської культури
Василькове — поселення трипільської культури етапу СІ (3600—3500 рр. до н. е.). Належить до томашівської групи.
Назва походить від села Васильків, на околицях якого виявлене поселення.

## Розташування
Пам'ятка розташована у межиріччі Південного Бугу та Дніпра між селами Васильків та Іскрене Шполянського району Черкаської області на схилі плато широкої долини поблизу гранітного кар'єру.

## Історія дослідження
Відкрите наприкінці XIX століття. Епізодичні розвідки проводили у 1980-х роках співробітники Черкаського краєзнавчого музею.
Ґрунтовніші дослідження проводив у 1992 році Відейко М. Ю., який ставив собі за мету визначити ступінь збереженості культурного шару та перспективи охоронних розкопок. Шурфи, закладені на площі блищько 30 м², дозволили встановити забудованість його наземними житлами, з перекриттями, глиняною обмазкою. Виявлено значну кількість обпаленої обмазки з відбитками дерев'яних конструкцій.

## Структура поселення
Підйомний матеріал трипільського часу зібрано на ділянці 650×550 м (близько 36 га). Контури поселення, які можна було спостерегти візуально, в цілому збігаються з даними аерофотозйомки, яка була дешифрована на знімку Шишкіна К. В., зробленого 1985 року.
Загальна площа поселення за даними знімків становить 40—50 га. На знімку видно, що поселення складалося з 4 овалів, вписаних один в одний. По довгій осі овали орієнтовані на північний схід. Всередині центрального овалу помітне вуличне та квартальне планування.
На більш детальному знімку з архіву Шмаглія М. М. помітні плями від окремих споруд, яких вдалося нарахувати 608. На знімку помітно, що південно-західна частина поселення руйнується глибокою оранкою. На цій ділянці практично знищено три ряди забудови на відстані 250—300 м, тобто перестали існувати рештки принаймні 200 споруд. З цього можна зробити висновок, що в цілому поселення біля Василькова могло нараховувати до 800 жител.

## Артефакти
З поселення походить колекція трипільского посуду Абази Ю. Ф., яка включала 15 посудин з розписом. Нині зберігається в Національному музеї історії України.